# NGC 3074
NGC 3074 (również PGC 28888 lub UGC 5366) – galaktyka spiralna (Sc), znajdująca się w gwiazdozbiorze Małego Lwa. Odkrył ją William Herschel 28 marca 1786 roku.
W galaktyce tej zaobserwowano supernowe SN 1965N i SN 2002cp.